# Rivula peruvensis
Rivula peruvensis là một loài bướm đêm trong họ Erebidae.